# アルフレッド・ミュージック
アルフレッド・ミュージック (Alfred Music) は、家族経営で営まれている音楽出版社。1922年にニューヨークで設立され、後に本社をカリフォルニア州ロサンゼルスのバンナイズに移し、マイアミ、ニューヨーク、ナッシュビルや、オーストラリア、ドイツ、シンガポール、イギリスにも支店を展開している。「アルフレッド・ミュージック・パブリッシング」、「アルフレッド・パブリッシング」と称されることもある。

## 沿革
ニューヨークでこの会社を1922年に創業したのは、作曲家でミュージシャンでもあったアル・ピアンタドーシだったが、1928年にはヴァイオリニストのサミュエル・メイナス (Samuel Manus、1883年–1948年）がこれを買い取った。メイナスの息子で、クラリネット奏者、ピアニストでもあったモーティ（モートン）・メイナス（Morty Manus (Morton Manus)、1926年–2016年）は、1950年代に父の会社で働き始めると、教育の市場に企業努力を集中するようになった。1975年、会社はロサンゼルスへ移転して、より大規模なオフィスを構えた。1980年、売り上げの拡大を受けて、事業の国際化に乗り出した。
アルフレッド・ミュージックは、2002年にデイジー・ロック・ガール・ギターズと提携し、2005年にはワーナー・ミュージック・グループからワーナー・ブラザース・パブリケーションズ (Warner Bros. Publications) を買収し、さらに事業を拡大した。
1996年、モーティ・メイナスの息子であるスティーヴン・メイナス (Steven Manus) が最高経営責任者 (CEO) となった。2008年には、その弟ロン・メイナス (Ron Manus) がこれを受け継いだ。

## Behind the Player
「Behind the Player」は、アルフレッド・ミュージック・パブリッシングが出している、ハードロックのギタリストたちが、話しかけながら楽曲の演奏について指導するというDVDのシリーズである。